# Chrysoserica stebnickae
Chrysoserica stebnickae är en skalbaggsart som beskrevs av Ahrens 2001. Chrysoserica stebnickae ingår i släktet Chrysoserica och familjen Melolonthidae. Inga underarter finns listade i Catalogue of Life.